# 君が追いかけた夢
「君が追いかけた夢」（きみがおいかけたゆめ）は、2003年3月19日にGacktが発表した楽曲、及び同曲を収録したシングル。通算13枚目のシングルである。

## 概要
- 2003年、第1弾シングル。前作「12月のLove song / December Love」から5か月後のリリースとなった。
- 同日に、ライブビデオ『Live Tour 2002 下弦の月 〜聖夜の調べ〜』と同時リリースされた。

## 収録曲
全作詞・作曲：Gackt.C　編曲：Gackt.C, chachamaru
1. 君が追いかけた夢 (4:21)
この曲のPVについてGacktは、3rdアルバム『MOON』から映画『MOON CHILD』の流れをくんではいるが、PVだけで独立して楽しめるように作ったという。
因みに、この曲の原曲は随分前に降りていたが、現在のこの形になったのは、この年の2月だったという。実はその時、曲作りで合宿に行ったが、最初はなかなかうまくまとまらず、それまでずっとプロトゥールスで作業してたが、途中で嫌になり、フォークギター1本で曲を作ったところ、メロディーが強い曲だったためか、フォークギター1本で十分だったうえ、1時間で出来たという。
後に、ベストアルバム『THE SEVENTH NIGHT 〜UNPLUGGED〜』にてアコースティックバージョンが、ベストアルバム『THE SIXTH DAY 〜SINGLE COLLECTION〜』にて、再録バージョンが収録された。
また、ライブツアー『GACKT LIVE TOUR 2013 BEST OF THE BEST vol.1 M / W』にて、9年ぶりに演奏された。
2. birdcage (5:16)
Gackt曰く、自分が作った曲の中で、1番静かだが1番激しいという曲。それでいて切なくて、儚く、グッとくるうえ、この曲の後半の盛り上がりを聞いたら、絶対に『サンクチュアリ』のような物語が頭を走る、と言う。そして、曲が終わった瞬間に、最後のページが浮かぶ、という。さらに、映画『MOON CHILD』の流れもあるが、それを含めてのアルバム『MOON』という話があるとしたら、この曲は間違いなく、すごく大きな鍵になる、という。
後に、27thシングル「RETURNER 〜闇の終焉〜」に、この曲のライブバージョンが収録された。
3. 君が追いかけた夢 (instrumental)
4. birdcage (instrumental)

## 収録アルバム
- Crescent (#1、#2)
- THE SIXTH DAY 〜SINGLE COLLECTION〜 (#1、再録バージョン)
- THE SEVENTH NIGHT 〜UNPLUGGED〜 (#1、アコースティックバージョン)